# Église Notre-Dame-de-Grâces de Narbonne
L'église Notre-Dame-de-Grâces, ancienne église des Augustins, dite aussi chapelle des Pénitents blancs, est une église catholique du cœur historique de Narbonne dans le département de l'Aude. Elle donne rue de Belfort. Elle est classée monument historique depuis 1986.

## Histoire
Les Augustins arrivent en 1262 à Narbonne. Leur couvent est détruit lorsque François Ier fait construire de nouveaux remparts. Ils s'installent à l'emplacement actuel en 1523 et édifient leur nouveau couvent dans les années qui suivent. Leur cloître est construit en 1542. En 1792, les Augustins sont chassés et, en 1793, le couvent et son église sont vendus comme bien national, leurs propriétés sont morcelées. L'église pillée et dépouillée de son mobilier est désaffectée. Elle sert de séchoir pour une tannerie.
Le 13 avril 1816, la confrérie des Pénitents blancs achète l'église et la rend au culte. Cinq des six chapelles latérales, ouvertes au XVIIe siècle, sont murées et la voûte refaite. Elle devient une annexe de la paroisse Saint-Paul au début du XXe siècle. Dans la seconde moitié du XXe siècle, l'église sert de salle de spectacle et de cinéma pour la jeunesse de la paroisse. Finalement l'église est vendue par la commune en 1985 à la confrérie des Pénitents blancs qui en redevient donc propriétaire. Le culte est confié à la Fraternité sacerdotale Saint-Pie X et donc célébré en latin.

## Architecture

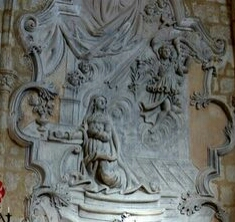
Gypserie de l'Annonciation.

L'étroite  facade d'architecture classique sur la rue présente un fronton en arc brisé au-dessus du portail et en haut, une niche surmontée d'un fronton abritant une petite statue de la Vierge d'époque gothique, placée au XIXe siècle pour remplacer l'ancienne statue détruite à la Révolution. Le portail d'entrée donne sur un long couloir intérieur qui mène à l'église. 
La petite église voûtée en gothique tardif, avec des arcs diaphragmes, est une église-halle avec une abside pentagonale où se trouve le maître-autel. Le chœur est séparé de la nef par un arc triomphal qui repose sur des faisceaux de colonnettes à chapiteaux feuillagés. L'ensemble est éclairé par des oculi sous la voûte, et trois fenêtres dans l'abside. On remarque quatre gypseries sur les murs de l'abside représentant des scènes de la vie de la Vierge (la Nativité de Marie, la Présentation de la Vierge, l'Annonciation et la Nativité de Jésus), du XVIIIe siècle. Sur un mur, un bas-relief gothique représente la Nativité. Certaines dalles du pavement portent des inscriptions funéraires. La tribune (sans orgue, mais avec un harmonium) est soutenue par des colonnes toscanes.

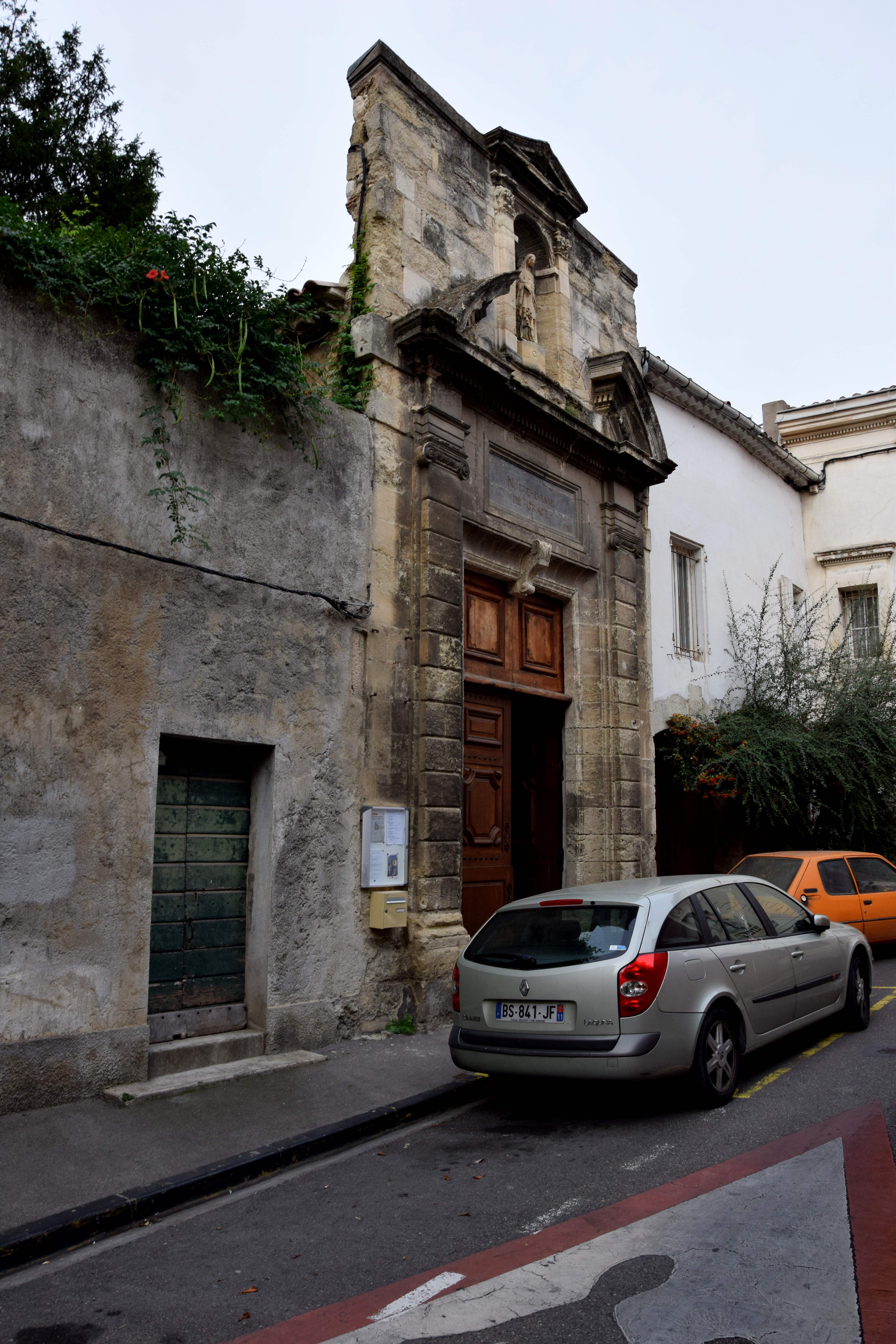
Portail sur la rue de Belfort.
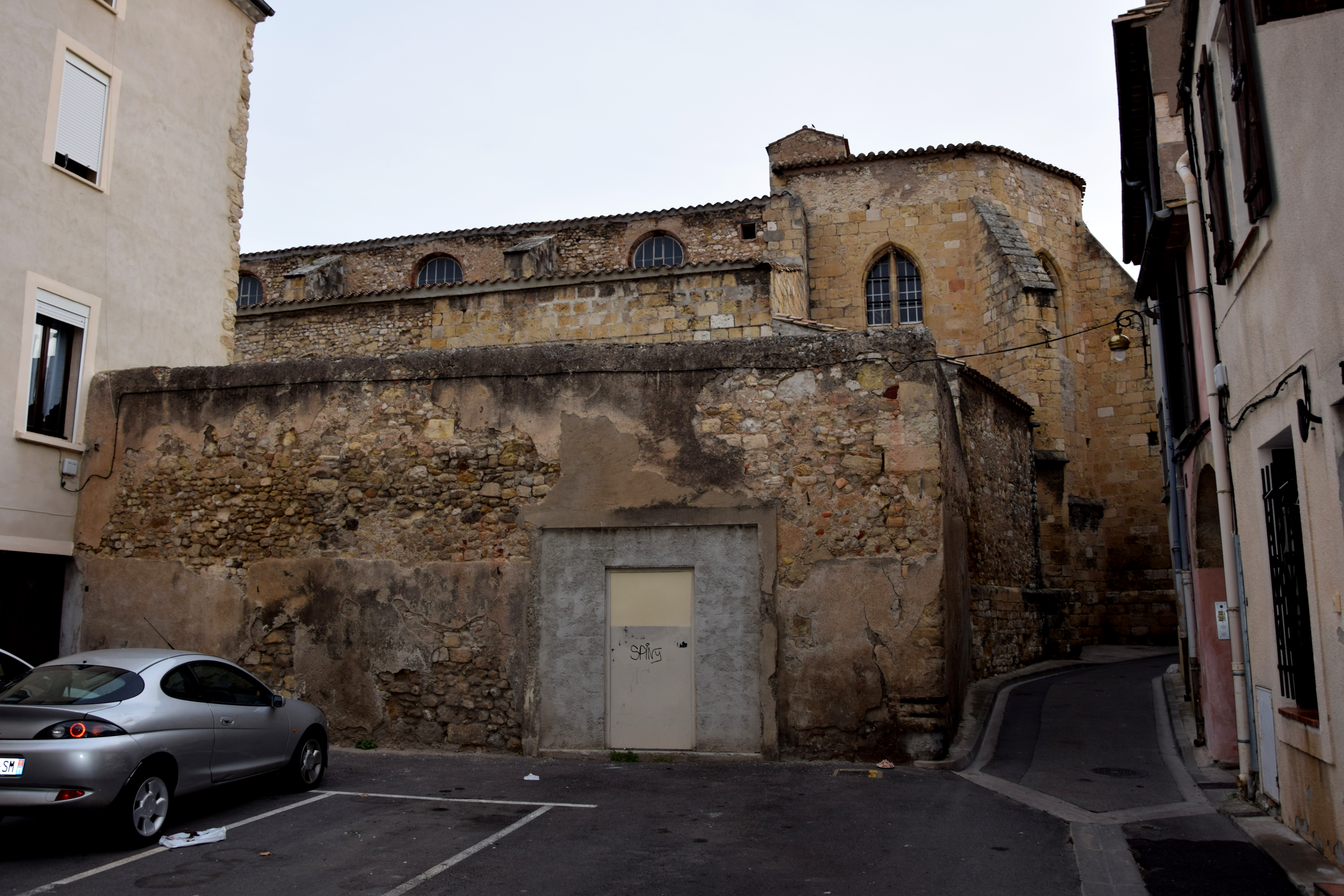
Vue latérale.